# 7 Uralska Dywizja Strzelców Górskich
7 Uralska Dywizja Strzelców Górskich (ros. 7-я Уральская горных стрелков дивизия) – związek taktyczny białych podczas wojny domowej w Rosji

## Historia
6 sierpnia 1918 r. minister wojska Tymczasowego Przedstawicielstwa Syberyjskiego gen. mjr Aleksiej N. Griszin-Ałmazow wydał rozkaz o utworzeniu w oswobodzonym Jekaterynburgu 2 Uralskiej Dywizji Strzelców Górskich. Wchodziła ona w skład Armii Syberyjskiej. Kadrą formowanej jednostki stały się cztery oficerskie, studencka i dwie ochotnicze kompanie stacjonujące w Jekaterynburgu (m.in. 1 oficerska kompania płk. S. M. Torejkina). Dowódcą został gen. mjr Władimir W. Golicyn, zaś szefem sztabu – płk Rūdolfs Bangerskis, a następnie ppłk Eduard Rüütel. 19 sierpnia została ona przemianowana na 7 Uralską Dywizję Strzelców Górskich. Jednakże brakowało uzbrojenia, umundurowania i sprzętu wojskowego. Poza tym poszczególne pułki, natychmiast po sformowaniu, były wysyłane na front. Do końca października w dywizji było dwadzieścia jeden kompanii. Pułki składały się z trzech batalionów, zaś te z czterech kompanii. Jednostka miała liczyć 4,2 tys. żołnierzy, lecz jej faktyczna liczebność osiągnęła jedynie 2-2,5 tys. 
W walkach 28 listopada – 2 grudnia strzelcy górscy zajęli wieś Gosudariewa Laja i Niżnie-Barancichińskie zakłady przemysłowe, zadając duże straty bolszewickiej 29 Dywizji Strzeleckiej. Następnie przeniesiono ich na odcinek kungurski frontu uralskiego, gdzie atakowali na północ od permskiej linii kolejowej. 21 grudnia walczyli na północ od Kungura, łamiąc opór sowieckiej 30 Dywizji Strzeleckiej i zdobywając miasto. 9 stycznia 1919 r. nowym dowódcą 7 Uralskiej Dywizji Strzelców Górskich został gen. mjr S. M. Torejkin. Jednostka uczestniczyła dalej w ciężkich walkach pod miastem Osa nad rzeką Kamą, gdzie utraciła połowę swojego stanu liczebnego. W lutym weszła w skład III Uralskiego Korpusu Strzelców Górskich gen. Michaiła W. Chanżyna. W marcu, podczas ofensywy wiosennej wojsk Kołczaka, atakowała w kierunku na Ufę, odrzucając kontruderzenie wojsk bolszewickich i zajmując miasto 13 marca. Następnie prowadziła ciężkie walki w rejonie stanicy Szingak-Kul. 
Pod koniec kwietnia, podczas dalszej ofensywy Armii Zachodniej w kierunku Wołgi, w 100-kilometrową lukę, jaka wytworzyła się między wojskami III Uralskiego Korpusu Strzelców Górskich, uderzyły oddziały bolszewickie. W ciężkich walkach odwrotowych 7 Uralska Dywizja Strzelców Górskich poniosła duże straty, częściowo uzupełnione zmobilizowanymi. Pomimo tego pozostała jedną z najlepszych białych jednostek wojskowych na tym odcinku frontu. W grudniu w ariegardzie 3 Armii wycofywała się w kierunku Szczegłowska, walcząc w rejonie wsi Pieńkowo, Waganowo, Krasnyj Jar. 25 grudnia pod wsią Dmitriewka straciła blisko połowę stanu liczebnego. Resztki dywizji poddały się wojskom bolszewickim 2 stycznia 1920 r. we wsi Ałtatskaja. Części oficerów i żołnierzy udało się zbiec do tajgi.

## Skład organizacyjny
- 25 Jekaterynburski Pułk Strzelców Górskich (23 lutego 1919 r. przemianowany na 25 Jekaterynburski im. Najwyższego Wodza Admirała Kołczaka Pułk Strzelców Górskich) – d-ca płk S. M. Torejkin
- 26 Wierch-Isietski (Szadriński?) Pułk Strzelców Górskich – d-ca płk A. J. Iwanow
- 27 Kamyszłowski Pułk Strzelców Górskich (przemianowany na 27 Kamyszłowsko-Orowajski Pułk Strzelców Górskich) – d-ca płk M. S. Tarasiewicz
- 28 Irbicki Pułk Strzelców Górskich (13 listopada 1918 r. przemianowany na 28 Irbicko-Piernowski Pułk Grenadierski) – d-ca płk S. A. Kononow
- batalion jegrów – d-ca płk Anders
- 7 Uralski Dywizjon Artyleryjski Strzelców Górskich